# Danuria affinis
Danuria affinis är en bönsyrseart som beskrevs av Giglio-tos 1914. Danuria affinis ingår i släktet Danuria och familjen Mantidae. Inga underarter finns listade i Catalogue of Life.